# Dalene Matthee
Dalene Matthee (née Dalene Scott le 13 octobre 1938 à Riversdale, Province du Cap en Afrique du Sud et morte le 20 février 2005 à  Mossel Bay, province du Cap-Occidental en Afrique du Sud) est une romancière sud-africaine d'expression afrikaans. Elle est notamment connue pour ses œuvres inspirées par la forêt de Knysna. Ses livres ont été traduits en quatorze langues, dont l'anglais, le français, l'allemand, l'espagnol, l'italien, l'hébreu et l'islandais, et plus d'un million d'exemplaires ont été vendus dans le monde.

## Biographie
Descendante de Walter Scott par la branche paternelle, Dalene Scott est née à Riversdale dans la province du Cap en 1938. Troisième d'une fratrie de 5 enfants, son enfance est marquée par la musique, l'écriture et les vacances à la plage de Stilbaai. 
En 1957, après ses études secondaires au lycée Langenhoven à Riversdale, Dalene Scott, alors âgée de 18 ans, épouse Larius Matthee, un employé de la Standard Bank. La même année, le couple s'installe à Oudtshoorn où Dalene Matthee s'inscrit au conservatoire de musique. Sa première fille, Amanda, naît en 1959, suivie 18 mois plus tard d'une deuxième, Toni. 
En 1962, la famille Matthee déménage à Darling dans le Swartland où, en 1964, naît Hilary, la 3e fille et dernière enfant du couple Matthee. Durant cette époque, elle commence à écrire des histoires pour enfants pour Siembamba, l'émission pour enfants de la SABC. Elle commence également à jouer au golf et remporte le tournoi de golf féminin de Rondebosch.
De 1967 à 1971, la famille Matthee vit à Graaff-Reinet où Dalene est conservatrice du Musée d'art Hester Rupert et travaille dans l'équipe de restauration du patrimoine d'Anton Rupert. Elle commence à publier ses premières nouvelles dans des hebdomadaires de langue afrikaans comme Huisgenoot et Sarie. Elle obtient sa licence de piano au couvent de Sainte-Croix de Graaff-Reinet et, en 1970, publie son premier livre intitulé Die Twaalfuurstokkie, une histoire pour enfants. 
En 1971, toute la famille s'installe à Uniondale, près du col de Long Kloof, où Larius a été nommé gérant de la succursale locale de la Standard Bank. Dalene participe alors à la restauration de deux bâtiments historiques : le moulin à eau et un ancien fort datant de la guerre des Boers. À la suite de la mise en retraite anticipée de Larius pour raisons de santé, la famille déménage en 1978 au bord de l'océan Indien, à Hartenbos, un village situé près de Mossel Bay. Au cours de cette période, Dalene Matthee publie plusieurs nouvelles pour des magazines et découvre la région forestière proche de Knysna.
En 1982, elle publie un recueil de nouvelles intitulé Die Judasbok ainsi que deux romans populaires : ’n Huis vir Nadia (1982) et Petronella van Aarde, Burgemeester (1983). 
Publié en 1984, son livre Kringe in ’n Bos (Des Cercles dans la Forêt) est un roman sur l'extermination des éléphants et la vie des bûcherons dans la forêt de Knysna. Elle explique dans un entretien que le jour où elle a commencé à écrire ce roman, elle a abandonné le piano. Le livre est un succès international. Le roman fera l'objet d'une adaptation cinématographique dans les années 1990.
En 1985, son roman suivant, Fiela se kind (Le Fils de Fiela) devient également un best-seller international. Le récit s'appuie sur l'histoire, authentique, d'un enfant sauvage d'une douzaine d'années trouvé dans une zone forestière et recueilli par une famille métisse. Un bébé blanc ayant disparu neuf ans auparavant, l'enfant est transféré à une famille blanche, à son grand désespoir, car il est étranger aux deux. Le roman est adapté au cinéma en 1988 par Katinka Heyns (Fiela se kind). 
En 1987, Dalene Matthee publie Moerbeibos (La forêt de mûriers) puis Brug van die Esels (Le Pont des Mules) en 1993, suivi de Susters van Eva (Sœurs d'Ève) en 1995 et de Pieternella van die Kaap (Pieternella du Cap) en 2000, ainsi qu'un roman inspiré par la forêt : Toorbos (Forêt de Rêve) en 2003.
Elle remporte de nombreux prix littéraires pour ses ouvrages.
Son mari, Larius, meurt d'un cancer en 2000. 
Dalene Matthee s'installe en 2003 à Mossel Bay où elle écrit Die Uitgespoeldes (Driftwood en anglais) et où elle décède en 2005 des suites d'une insuffisance cardiaque.

## Principales publications

### Les romans de la forêt
- Kringe in 'n bos (Des cercles dans la forêt) (1984)[5]
- Fiela se kind (Le Fils de Fiela) (1985)[5]
- Moerbeibos (La forêt de mûriers) (1987)
- Toorbos (Forêt de Rêve) (2003)

### Autres ouvrages publiés
- Die twaalfuurstokkie (Douze coups à l'horloge) (1970)
- ’n Huis vir Nadia (Une maison pour Nadia) (1982)
- Petronella van Aarde, Burgemeester (Maire Petronella van Aarde) (1983)
- Brug van die esels (Le Pont de Mules) (1992)
- Susters van Eva (Sœurs d'Ève) (1995)
- Pieternella van die Kaap (Pieternella du Cap) (2000)
- Die Uitgespoeldes (Bois flottant) (2005)

### Publications en français
- Des Cercles dans la forêt, éditions Balland, 1984, traductrice : Sabine Boulongne.
- Le Fils de Fiela, éditions P. Belfond, 1989, traductrice : Anne-Marie Jarriges.

## Postérité
Ses cendres ont été dispersées dans la forêt de Knysna. En 2008, un mémorial a été érigé à sa mémoire et un Afrocarpus falcatus vieux de 800 ans qui poussait à cet endroit a été baptisé arbre de Dalene Matthee. Un sentier de randonnée au départ de Krisjan a également été baptisé "sentier des cercles dans la forêt".